# أليسا كول
أليسا كول (بالإنجليزية: Alyssa Cole)‏ هي كاتِبة أمريكية، ولدت في 12 أغسطس 1982.